# All Out of Love
"All Out of Love" em português:Tudo Por Amor  é uma canção da banda Air Supply, lançada em 1980 para o álbum Lost in Love. É considerada uma das canções românticas de maior sucesso.
Ficou bastante conhecida principalmente no Brasil por fazer parte da trilha sonora internacional da telenovela Coração Alado, exibida pela Rede Globo em 1980.